# Скіпальський Олександр Олександрович
Олекса́ндр Олекса́ндрович Скіпа́льський (нар. 12 березня 1945, с. Вижгів, Волинська область) — український військовик, генерал-лейтенант у відставці.

## Життєпис
1968 — закінчив Московське вище прикордонне командне училище КДБ СРСР, у 1975 — факультет контррозвідки Вищої Червонопрапорної школи КДБ СРСР.
Проходив військову службу на Далекому Сході, зокрема, на Курильських островах.
З 1987 мешкає в Україні.
З 1991  по 1992 рік — начальник Управління військової контррозвідки СБУ, у 1992-1997 роках - начальник Головного управління розвідки Міноборони.
1994–1998 — народний депутат ВР 2-го скликання (обраний у виборчому окрузі № 66, Володимир-Волинський). Член Комітету з питань оборони і державної безпеки.

## Робота в СБУ
З 1997 — заступник голови СБУ, з 1998 — заступник міністра з питань надзвичайних ситуацій.
Після «Помаранчевої революції», коли очолював так звану "службу безпеки майдану", Скіпальський називався одним із найреальніших кандидатів на посаду голови СБУ.
У 2006–2007 роках очолював Управління СБУ в Донецькій області. Його попередником був генерал Петрулевич Олександр Миколайович.
16 травня 2007 року президент Ющенко постановив звільнити Скіпальського з посади заступника Голови Служби безпеки України - начальника Управління Служби безпеки України в Донецькій області.
Олександр Скіпальський так описує свою роботу на Донеччині: "Коли в Україну заходили фури з озброєнням,  ніхто їх не перевіряв. Бо йшли за контрабандними схемами. 2007 року я очолив Донецьке управління СБУ. Тоді наші спецслужби не вели жодної роботи щодо східного сусіда. Лише контрабанду ганяли туди-сюди. Я вирішив на кордоні, у напрямку Ростова, будувати відділення СБУ, яке б займалося контррозвідувальною роботою. Це мав бути такий собі опорний пункт з перехоплення і нейтралізації російських зусиль. Вже тоді давав пропозицію підготувати Артемівську шахту до замінування. Розумів, що в разі чого її можуть захопити... Бо бачив, що там готується. Під виглядом охоронців Ахметова та інших місцевих олігархів було до 10 тисяч озброєних людей. По суті, створювались міні-армії. А я відповідав за безпеку цього регіону і бачив розстановку сил. Їхні служби безпеки отримували у рази більші зарплати, ніж ми. Як наслідок, не СБУ контролювала ситуацію в регіоні, а вони намагалися контролювати СБУ. Почав цю ситуацію ламати, але через півроку мене забрали «на підсилення в центр». На моє місце призначили людину, яку цікавила тільки контрабанда. Хоча попереджав тодішнього керівника СБУ Валентина Наливайченка, що ситуація на Донбасі небезпечна, тому треба призначити фахівця найвищого рівня. Зробили по-іншому. І припинили будувати опорний пункт СБУ на кордоні, який я ініціював".

## Громадська діяльність
Двічі був обраний головою ВГО «Спілка офіцерів України», (1993—1993) та (2016—2018).
Був президентом МГО «Волинське братство», віце-президентом Центру стратегічних досліджень та аналізу.
Почесний голова правління Об'єднання ветеранів розвідки України.
У 2017 році в ексклюзивному інтерв’ю «Високому замку» Олександр Скіпальський висловився за те, щоб у контексті війни з Росією заборонити в Україні церкву Московського патріархату: "Ще  1995 року, коли був начальником управління розвідки, писав доповідну в Адміністрацію президента. Ми мали у своєму розпорядженні аналітичний матеріал, який тодішній голова служби зовнішньої розвідки Росії Євген Примаков підготував Борису Єльцину. У доповідній писав, що найбільш ефективним інструментом тиску на Україну є церква Московського патріархату. По суті, це філія ФСБ. У них ідеологія проросійська, вони ведуть відповідну пропаганду".

### Про О. Скіпальського
- Кравчук П. А. Рекорди Волині 1998. – Любешів: Ерудит, 1999. – 206 с. ISBN 966-95453-0-7., с. 31.
- Кравчук П. А. Книга рекордів Волині. — Луцьк : Волинська обласна друкарня ; Любешів : Ерудит, 2005. — 304 с. — ISBN 966-361-079-4., с. 38.